# Saint-Benoît (Reunión)
Saint-Benoît es una comuna francesa situada en el departamento y región de Reunión. 
El gentilicio francés de sus habitantes es Bénédictins.

## Situación
La comuna está situada en el noreste de la isla de Reunión.

## Demografía
| Gráfica de evolución demográfica de Saint-Benoît (Reunión) entre 1961 y 2013 |
|                                                                              |

Fuente: Insee

## Comunas limítrofes
| Noroeste: Bras-Panon                     | Norte: Bras-Panon            | Noreste: Océano Índico |
| Oeste: Bras-Panon y Salazie              |                              | Este: Océano Índico    |
| Suroeste: Cilaos, Entre-Deux y Le Tampon | Sur: La Plaine-des-Palmistes | Sureste: Sainte-Rose   |

## Ciudades hermanadas
- Ambalavao,  Madagascar
- Quatre Bornes,  Mauricio